# Xenozancla versicolor
Xenozancla versicolor là một loài bướm đêm trong họ Geometridae.

## Hình ảnh

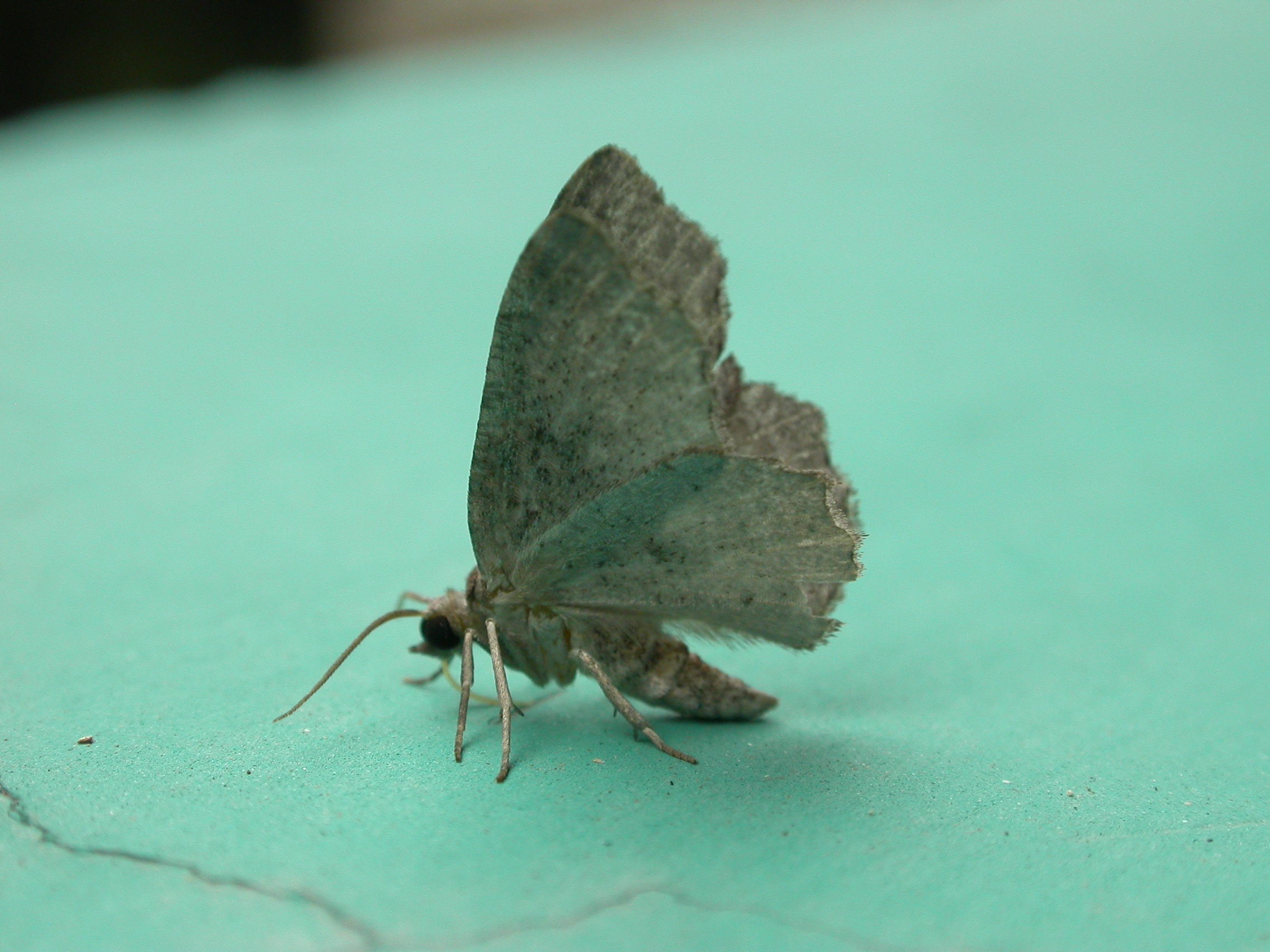